# Стендов моделизъм
Стендовият моделизъм е хоби при което се изработват мащабно умалени статични модели. Целта е да се постигне максимална визуална прилика с прототипа без моделът да може да изпълнява или имитира функциите му.